# 안브레난
브레난 안(安-) 몬시뇰, 본명 패트릭 토머스 브레넌(Patrick Thomas Brennan, 1901년 3월 13일 ~ 1950년)은 미국 출신으로 한국에서 활동한 가톨릭 성직자였다.
1928년 시카고 대교구에서 사제 수품을 받고 1936년 성골롬반외방선교회에 입회하여 1938년 한국에 파송되었다. 강원도 원주 상동리(上洞里)에서 사목하다가 1941년 태평양 전쟁 발발 이후 일제에 체포되어 이듬해 미국으로 추방되었다. 광복 이후 다시 내한하여 1949년 제4대 광주교구장(지목구장)으로 임명되었다. 1950년 한국전쟁 발발 직후 목포본당 주임 쿠삭(Thomas Cusack, 한국성 高) 신부, 목포 본당 보좌 오브라이언(John O'Brien, 한국성 吳) 신부와 함께 북한군에 피랍되었고, 전주형무소를 거쳐 대전형무소에 수감되어 있다가 북한군이 후퇴하면서 일으킨 재소자 대량 학살 때에 살해되었다.